# Ferrari SP America
Ferrari SP America – samochód sportowy klasy wyższej typu one-off wyprodukowany pod włoską marką Ferrari w 2014 roku.

## Historia i opis modelu

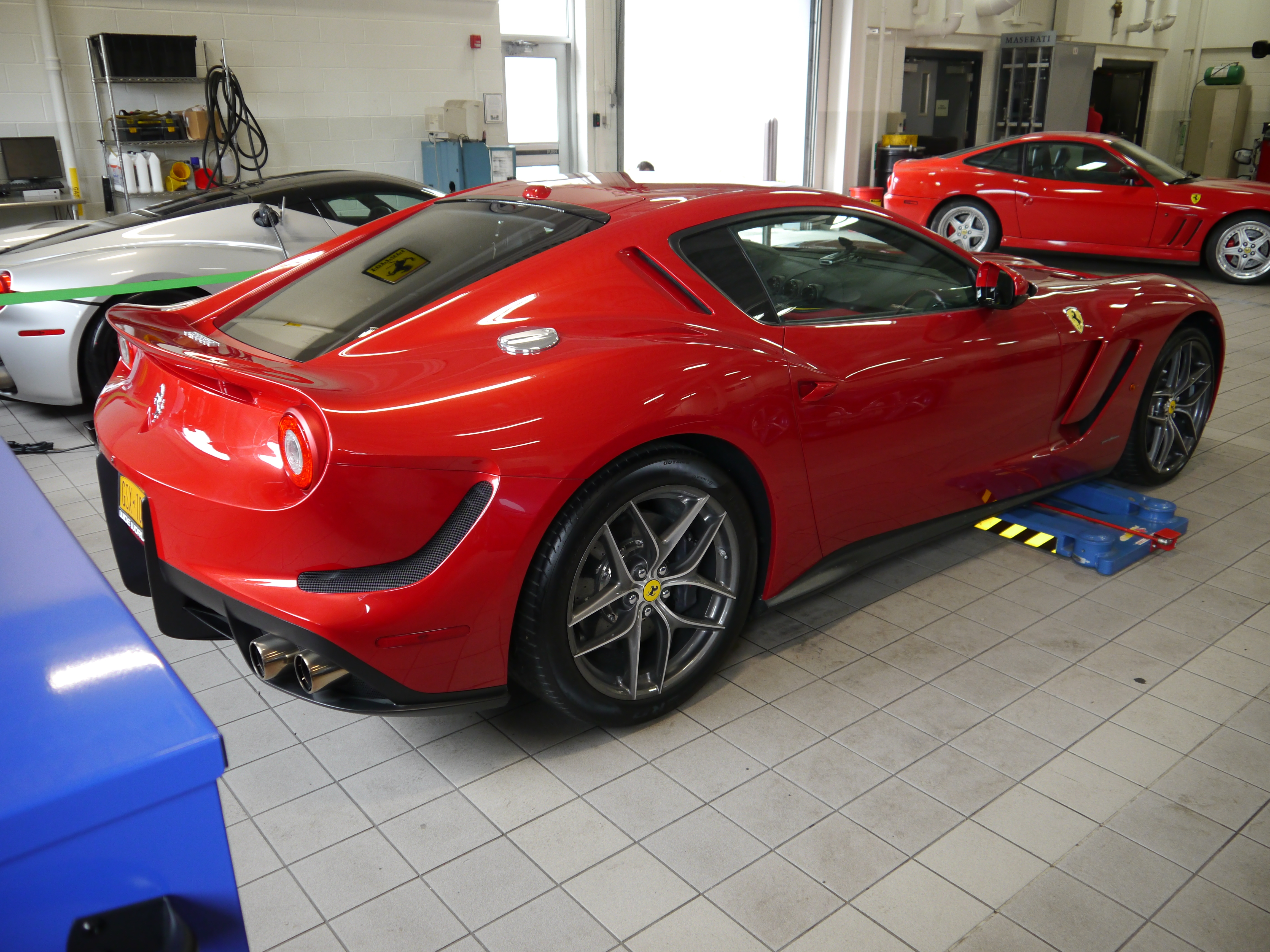
Ferrari SP America - tył

W czerwcu 2014 roku w Nowym Jorku w Stanach Zjednoczonych sfotografowano nieprezentowany wcześniej samochód Ferrari, który ostatecznie został zidentyfikowany jako kolejny samochód włoskiej firmy zbudowany w ramach programu unikatowych konstrukcji budowanych na indywidualne zamówienie w ramach programu Special Products. Model o nazwie SP America powstał na zamówienie amerykańskiego przedsiębiorcy i prezesa sieci supermarketów Wegmans, Danny'ego Wegmana.
Za projekt stylistyczny unikatowego Ferrari był były projekt włoskiego studia Pininarina Leonardo Fioravanti, który skoncentrował się na nadaniu modelowi SP America unikalnych cech wizualnych w stosunku do pierwowzoru, na którym został oparty - seryjnego coupe F12berlinetta. Samochód zyskał bardziej wyrazistą, awangardową stylizację nadwozia z dużą ilością wlotów powietrza i przetłoczeń, z ośtro ściętym tyłem w stylu nadwozi fastback.
SP America wyposażona została w ten sam silnik co pierwowzów - został nim 6,3 litrowy silnik typu V12 o mocy 740 KM i maksymalnym momencie obrotowym 690 Nm, rozpędzając się do 100 km/h w 3,1 sekundy oraz osiągając prędkość maksymalną wynoszącą 340 km/h.

### Sprzedaż
Ferrari SP America, zgodnie z założeniami serii Special Products, zbudowany został tylko w jednym egzemplarzu na specjalne zamówienie. Włoski producent, jak i Danny Wegman, nie wskazali precyzyjnie kwoty, na którą opiewała transakcja - kwota opiewała na ok. 3-4 miliony dolarów.

### Silnik
- V12 6.2l 741 KM